# Rubus siekensis
Rubus siekensis är en rosväxtart som beskrevs av Banning. Rubus siekensis ingår i släktet rubusar, och familjen rosväxter. Inga underarter finns listade i Catalogue of Life.